# Ruschia kenhardtensis
Ruschia kenhardtensis är en isörtsväxtart som beskrevs av L. Bol. Ruschia kenhardtensis ingår i släktet Ruschia och familjen isörtsväxter. Inga underarter finns listade i Catalogue of Life.